# St Mary in Castro

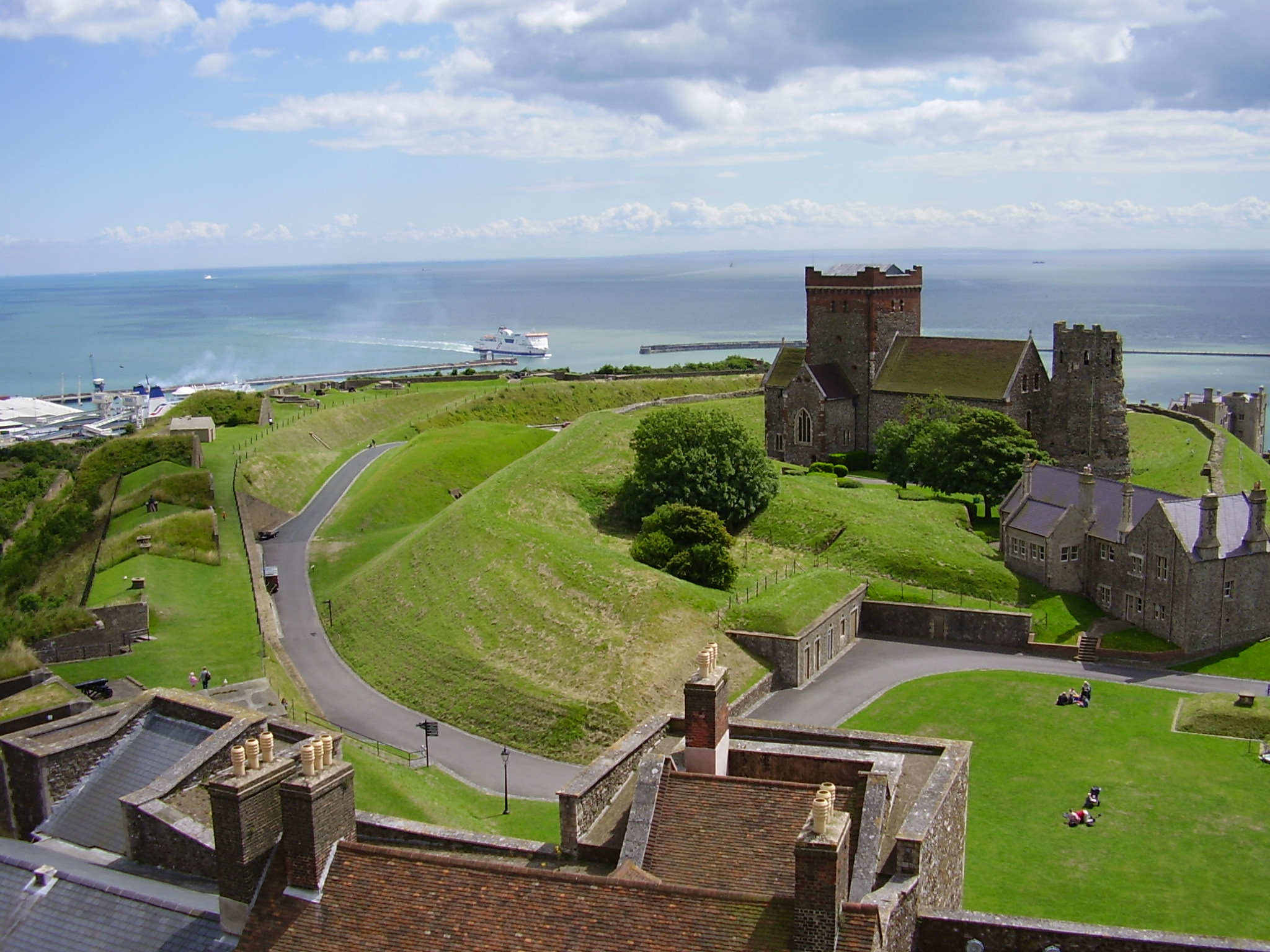
Blick von Dover Castle auf die Kirche im Ringwall

St Mary in Castro (deutsch: St. Marien in der Burg; auch: St Mary sub Castro; St. Marien unter der Burg) ist ein anglikanisches Kirchengebäude in Dover in der Grafschaft Kent in Großbritannien. Die Kirche liegt unterhalb von Dover Castle innerhalb eines sächsischen Ringwalls direkt über der Steilküste der Kreidefelsen von Dover und ist als Kulturdenkmal der Kategorie Grade I eingestuft.

## Geschichte

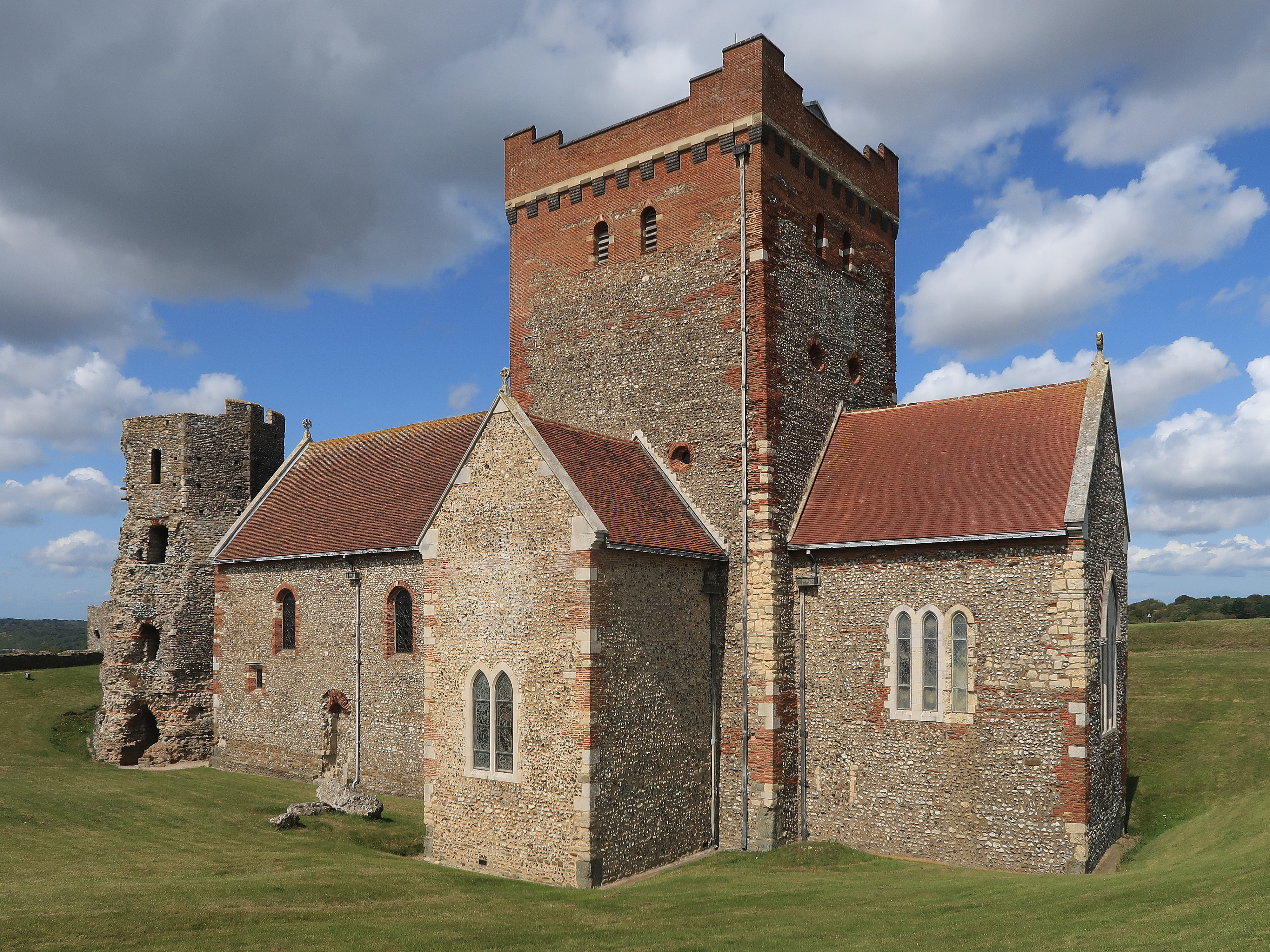
Kirche von Südosten

Um die Kirche herum ist die Existenz eines sächsischen Friedhofs aus dem 7. Jahrhundert nachgewiesen. Unklar ist, ob eine in den Quellen erwähnte Kirche sich auch hier befunden hat. Die Fundamente der Kirche wurden spätestens um 1020 gelegt. Im 13. Jahrhundert wurde die Kirche auf Anordnung Heinrichs III. repariert und mit neuen Altären und Glocken ausgestattet. Zwischen 1324 und 1345 wurde sie von einem Maler namens John of Maidstone ausgemalt. Nachdem sich in mehreren Schritten 1531–1540 die englische Kirche von der römischen getrennt hatte, wurden ab 1555 Anstrengungen unternommen, die St Mary Church in Dover vor dem Einsturz zu bewahren. Wenig später erhielt sie zwei neue Glocken.
1582 wurde eine sparsame Bestuhlung beschafft.
1690 wurde der öffentliche Gottesdienstbetrieb eingestellt, aber auf dem Friedhof wurden noch einige Zeit Soldaten bestattet. Ab 1780 wurde das Gebäude als Lagerhaus genutzt, bis 1801 das Dach einstürzte. Danach diente sie als Kohlenlager, bis George Gilbert Scott sie 1862 als Garnisonkirche für Dover Castle restaurierte.

## Beschreibung

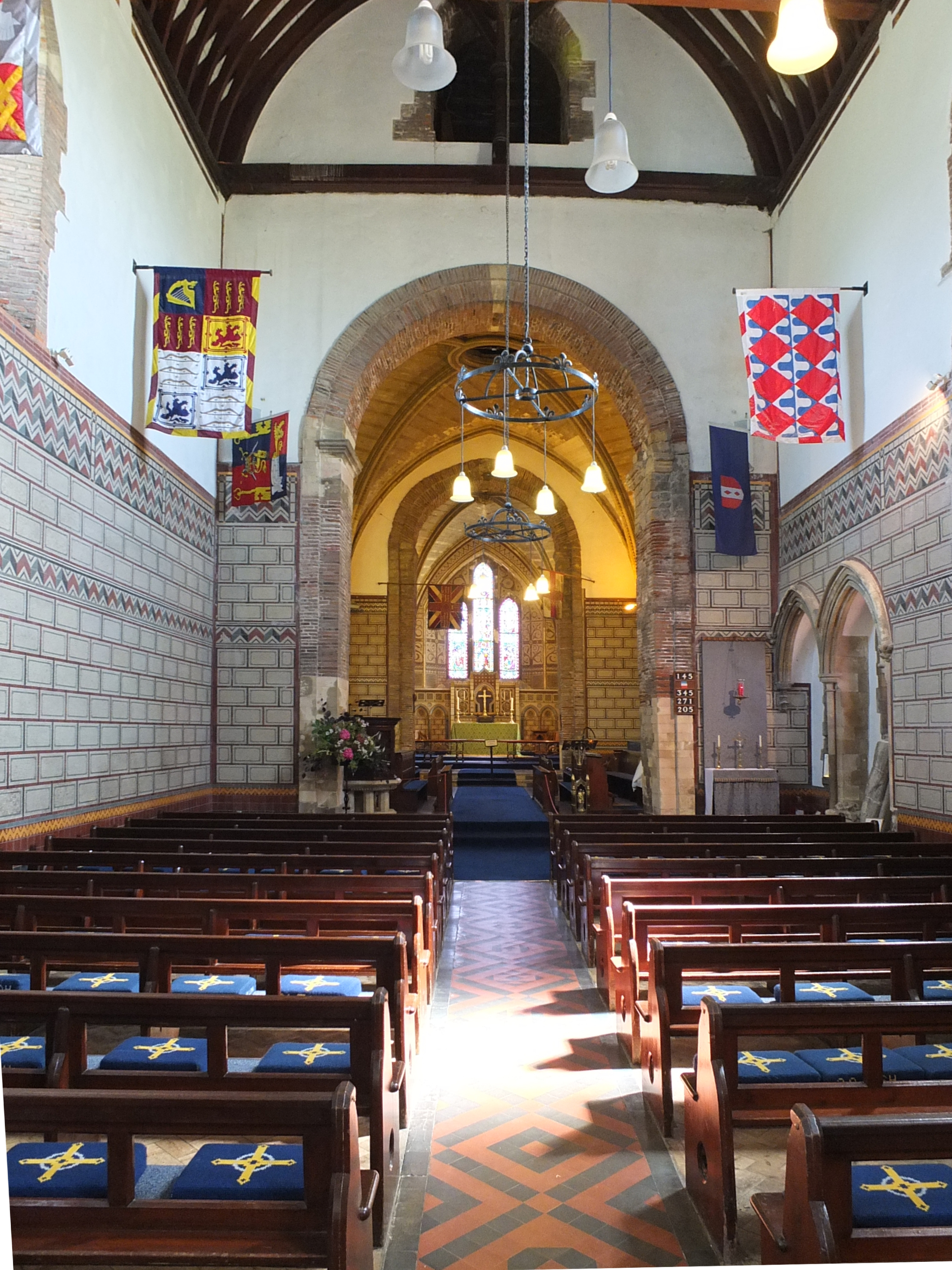
Blick vom Schiff in Vierung und Chor

Die einschiffige Kirche auf kreuzförmigem Grundriss hat einen Vierungsturm in gleicher breite wie das Schiff und einen eingerückten rechteckig schließenden Chor. Die Querhausarme habe etwa quadratische Grundriss und sind noch schmaler als der Chor. Das Obergeschoss des Turms ist ein Glockengeschoss mit je zwei kleinen rundbogigen Schallluken nach allen vier Seiten. Alle Teile außer dem Turm haben Satteldächer mit Ziegeldeckung, leicht überragt von den Giebelschrägen.
Vor dem Westgiebel des Schiffs steht im Abstand von kaum einem Meter als Halbruine der sechseckige römische Leuchtturm der ehemaligen Siedlung Portus Dubris, mit einer der spitzen Kanten zur Kirche. 
Das Mauerwerk der Kirche besteht überwiegend aus sehr kleinen Feldstein. Die Laibungen der älteren Fenster sowie Kanten und Glockengeschoss des Turms bestehen aus wiederverwendeten römischen Mauerziegeln. Einige Mauerecken sind aus Werkstein. Einige Fenster wurden von George Gilbert Scott erneuert. Auch die Brüstung auf der Mauerkrone des Turms stammt von ihm, die dessen gering geneigtes Blechdach verdeckt.
Im Inneren sind der Rundbogen zwischen Schiff und Vierung und der leicht gespitzte Bogen zwischen Vierung und Chor aus römischem Backstein. Vierung und Chor haben Kreuzrippengewölbe mit profilierten Rippe und deutlichem Stich (d. h. ansteigenden Scheitellinien). Die Rippen der Vierung laufen zu einem Ring, der die Kreisrunde Öffnung zum darüber liegenden Raum umschließt. Das Kirchenschiff ragt bis unter die Dachschräge, die tragenden Gesperre haben spitzbogige Unterseiten. Es gibt Spuren eines Altars von etwa 1225 und einen vermauerten angelsächsischen Eingang.
Ausstattung und Glasfenster sind der Baugeschichte entsprechend historistisch.